# V Live
V Live (cách điệu là VLIVE), đôi khi được gọi là V App, là một dịch vụ phát video trực tiếp của Hàn Quốc cho phép những người nổi tiếng tại quốc gia này phát các video trực tiếp như các buổi trò chuyện trực tiếp với người hâm mộ, các buổi biểu diễn, các chương trình thực tế và các lễ trao giải trên internet. Truyền phát trực tuyến có sẵn trực tuyến hoặc trên thiết bị di động Android và iOS, với các bản phát lại có sẵn trên PC (không còn khả dụng trên một số máy tính do việc sử dụng Video Flash). V Live được thành lập bởi Naver Corporation vào cuối tháng 8 năm 2015 và được chuyển nhượng kinh doanh cho Weverse Company vào ngày 2 tháng 3 năm 2022.

## Lịch sử
Năm 2007, Naver Corporation cho ra mắt nền tảng kênh video của họ, nhưng tính khả dụng bị hạn chế nhiều và không khả dụng ở nhiều quốc gia.
Đầu tháng 8 năm 2015, Naver Corporation cho ra mắt ứng dụng phát sóng trực tiếp, V Live. Ứng dụng chỉ khả dụng trên Google Play Store của Android, nhưng sau này cũng được phát hành trên iTunes. Ứng dụng này nhắm tới cộng đồng người hâm mộ quốc tế, đặc biệt là Nhật Bản, Trung Quốc, Đài Loan, Thái Lan và Việt Nam. Vì vậy, chế độ hạn chế khu vực cũng không còn tồn tại và trang web cũng bổ sung thêm nhiều ngôn ngữ khác nhau như tiếng Anh, tiếng Trung và tiếng Nhật.
V Live cung cấp dịch vụ beta vào ngày 1 tháng 8 năm 2015 và dịch vụ chính thức bắt đầu vào ngày 1 tháng 9 năm 2015.
V Live phát hành phiên bản đầy đủ trên Android vào ngày 2 tháng 9 năm 2015 và phiên bản iOS đầy đủ được phát hành vào giữa tháng 9 năm 2015.
Theo Sensor Tower, ứng dụng có 200.000 lượt tải về và thu được 600.000 USD Tháng 8 năm 2017; tính đến tháng 5 năm 2018, ứng dụng V Live đạt hơn 1 triệu lượt tải từ Google Play Store và iTunes.
Ngày 27 tháng 1 năm 2021, có thông báo rằng Naver Corporation sẽ chuyển giao dịch vụ V Live của họ cho công ty con công nghệ của Hybe Corporation là Weverse Company (trước đây là beNX). Quá trình chuyển giao dự kiến bắt đầu vào ngày 2 tháng 3 năm 2022 trở đi, bắt đầu bằng việc chuyển giao thông tin người dùng và thay đổi công ty quản lý trước khi dần dần tiến đến ngừng phát triển dịch vụ để chuyển sang dịch vụ hợp nhất chưa được đặt tên.

## Dịch vụ và tính năng
V Live có hơn 1,390 kênh liên kết với các ngôi sao K-pop khác nhau, bao gồm BTS, Big Bang, Blackpink, Winner, Exo, Red Velvet, Got7, GFriend,TXT,Oh My Girl, Monsta X, BtoB, Astro, Apink, T-ara, NCT, Twice, Stray Kids, Iz*One, Wanna One, Infinite, Mamamoo, Rocket Punch, Golden Child, Enhypen, Oneus, Victon và Seventeen cũng như một số diễn viên như Lee Jong-suk, Lee Dong-wook và Park Bo-young. V Live có thể phát sóng các chương trình từ các buổi trò chuyện trực tiếp với người hâm mộ, các buổi biểu diễn, các chương trình thực tế và lễ trao giải.
V Live giúp người hâm mộ dễ dàng tương tác hơn với trang web. Người dùng sẽ được thông báo khi kênh họ theo dõi bắt đầu trực tiếp hoặc đăng tải nội dung. Người dùng còn có thể bình luận hay gửi tim trên video trong lúc các thần tượng đang theo dõi trực tiếp. Mọi tương tác đều được góp vào "chemi-beat" của người dùng. Chemi-beat sẽ xếp hạng tần suất tương tác của người dùng với thần tượng. Người dùng có thể tăng chỉ số chemi-beat bằng các thường xuyên tương tác với một kênh, bật thông báo và chia sẻ các video. Có chỉ số chemi-beat cao sẽ làm tăng cơ hội của người dùng giành chiến thắng từ sự kiện do thần tượng tổ chức.

### V Live+ (Plus)
V Live+ là các nội dung cần trả phí cung cấp các nội dung chưa công bố, có khả năng tải về phục vụ cho người hâm mộ. Nội dung chỉ có thể được mua bằng V coin, khoảng 50 coin cho 1 USD. hoặc được đổi bằng mã được cung cấp khi mua hàng bên ngoài, chẳng hạn như album.

### CH+ (Channel+)
Một số thần tượng còn phục vụ Channel+, một kênh cao cấp chỉ được tham gia với một số tiền đặt trước. Các kênh Channel+ có thể mua bằng V coin trong khoảng thời gian 30 ngày, 3 tháng, 6 tháng hoặc nền tảng thường niên Các kênh Channel+ khác với các kênh thường ở điểm: họ cung cấp các buổi phát sóng, video và các bài post ẩn.
Các chương trình thực tế được phát sóng độc quyền trên Channel+ bao gồm Real GOT7 và BTS: Bon Voyage.
Hậu trường của các bộ phim truyền hình độc quyền trên V Live cũng có thể được xem trên kênh CH+.

### V COIN
V COIN đề cập đến tiền điện tử trong "dịch vụ" để mua "sản phẩm trả phí". "Sản phẩm trả phí" có nghĩa là các sản phẩm khác nhau (quyền xem một số "nội dung" và/hoặc quyền tải xuống, các tính năng cụ thể trong "dịch vụ", v.v.) mà "thành viên" có thể mua trong "dịch vụ". Bạn có thể mua/nạp tiền V COIN thông qua và bằng cách mua hàng trên ứng dụng, thẻ tín dụng, điện thoại di động, chuyển khoản ngân hàng và các phương thức thanh toán khác do công ty thiết lập trong nền tảng dịch vụ. Tuy nhiên, nếu "thành viên" chọn phương thức thanh toán với nhà điều hành độc lập, thì "thành viên" phải tuân theo các quy trình thanh toán do nhà điều hành liên quan đặt ra để tiếp tục mua hàng (chỉ dành cho iOS).

### Stickers
Stickers là các nhãn dán có thể được sử dụng trong khung chat của V Live. Một số gói hình dán bị hạn chế đối với các kênh cụ thể và chỉ có thể được sử dụng trong các cuộc trò chuyện của kênh này. Có thể mua nhãn dán trong STORE bằng V coin. Hầu hết các gói hình dán đều miễn phí hoặc 100 coin (1,99 USD).

### V Lightstick
V Lightstick là một mặt hàng kỹ thuật số hoạt động như một biểu tượng "trái tim" đặc biệt. V Lightstick cung cấp cho người dùng nhân đôi "trái tim" khi chạm vào, một hiệu ứng đặc biệt trên màn hình khi chạm mốc trái tim và một đối tượng tương tác 3 chiều đại diện cho lightstick. Vé 1 ngày và 30 ngày có sẵn để mua trong STORE với giá lần lượt là 50 coin và 150 coin. V Lightstick hiện chỉ có thể được sử dụng trên ứng dụng di động.
V Lightstick được giới thiệu vào ngày 7 tháng 12 năm 2018 và ban đầu chỉ có sẵn cho BTS, GOT7, Monsta X, NU'EST W và Twice. Ngày 27 tháng 12 năm 2018, V Live thông báo về việc mở rộng V Lightstick bao gồm Blackpink, iKon, Seventeen, Winner và Cosmic Girls.

### V Fansubs
V Fansubs đề cập đến dịch vụ phụ đề cho phép người dùng gửi bản dịch phụ đề tiếng nước ngoài của riêng họ cho video trên V Live. Những phụ đề này được một nhóm từ V Fansubs xem xét trước khi chúng được tải lên V Live. Tính năng phụ đề này là một khía cạnh quan trọng trong sự phát triển của V Live, thu hút một lượng lớn người hâm mộ quốc tế bên ngoài Hàn Quốc.

### Chemi-beat
Chemi-beat đề cập đến mức độ "phản ứng hóa học" mà người dùng có với một kênh nhất định. Điều này tương ứng với lượng tương tác mà người dùng có với một kênh nhất định. Có 7 cấp độ chemi-beat mà người dùng có thể đạt được. Ngoài ra, tất cả người dùng của mỗi kênh được xếp hạng dựa trên chemi-beat của họ. Các thứ hạng này được cập nhật hàng ngày và 100 người dùng hàng đầu được hiển thị trên trang chủ của mỗi kênh.
Mặc dù hiện tại không có lợi ích bổ sung nào dựa trên chemi-beat, V Live cho biết họ có kế hoạch cung cấp các lợi ích bổ sung trong tương lai.

### Beyond LIVE
Đến tháng 4 năm 2020, SM Entertainment và Naver ký kết thỏa thuận Memorandum of Understanding (MOU) với mục đích mở rộng phạm vi các buổi hòa nhạc tới khán giả toàn cầu. Sự hợp tác dẫn đến việc hình thành Beyond LIVE, một loạt các buổi hòa nhạc trực tuyến — theo đại diện của SM — kết hợp "khả năng phát triển nội dung của SM với công nghệ nền tảng của Naver". Các buổi hòa nhạc được tổ chức trên ứng dụng V Live.

## Giải thưởng
V Live tổ chức các giải thưởng hàng năm, thường được gọi là V Live Awards, để tôn vinh những người và nội dung phổ biến nhất trên trang web. Các giải thưởng chính, 10 nghệ sĩ toàn cầu hàng đầu và 5 tân binh hàng đầu, được trao cho 10 kênh V Live phổ biến nhất, giải thưởng đặc biệt dành cho các nghệ sĩ mới. Các giải thưởng phổ biến bổ sung được lựa chọn thông qua bình chọn trực tuyến. Ban đầu, 15 kênh phải tổ chức một buổi phát sóng cá nhân nhằm nhận giải, tuy nhiên, bắt đầu từ năm 2019, V Live bắt đầu trao giải tại một buổi lễ mang tên V Heartbeat.

## Ảnh hưởng đến Hallyu
V Live là một dụng phương tiện trung gian giúp các thần tượng Hàn Quốc kết nối với khán giả quốc tế và cho phép những người hâm mộ không nói tiếng Hàn có thể tương tác một cách thân mật với thần tượng Hallyu yêu thích của mình. Có một cộng đồng chuyên dịch online trên V Live dành cho người hâm mộ để tạo ra các sản phẩm phụ đề bằng tiếng nước ngoài để nhiều người từ phạm vi quốc tế có thể cùng tận hưởng nội dung. Dịch giả được xếp hạng theo số dòng mà họ dịch được   Quá trình tạo phụ đề được làm cho thân thiện với người dùng để người hâm mộ không cần bất kỳ kỹ năng kỹ thuật cụ thể nào.  Các cuộc thi và sự kiện được tổ chức để khuyến khích người hâm mộ. Ví dụ, các dịch giả của người hâm mộ từng giành được V coin, và các cuộc gọi video với các thần tượng yêu thích của họ.  Do người dịch là người hâm mộ, một số video có tới 17 tùy chọn phụ đề.
V Live hợp tác với RBW Entertainment Việt Nam (công ty con của RBW ở Hàn Quốc) để sản xuất rất nhiều chương trình tại Việt Nam. Hơn nữa, V Live ra mắt chuỗi sự kiện hòa nhạc đặc biệt mang tên "V HEARTBEAT" để kết nối ngôi sao K-pop và V-pop với nhau. Vào đêm khai mạc của chương trình, họ mời Winner biểu diễn tại Việt Nam.